# Surfanzug

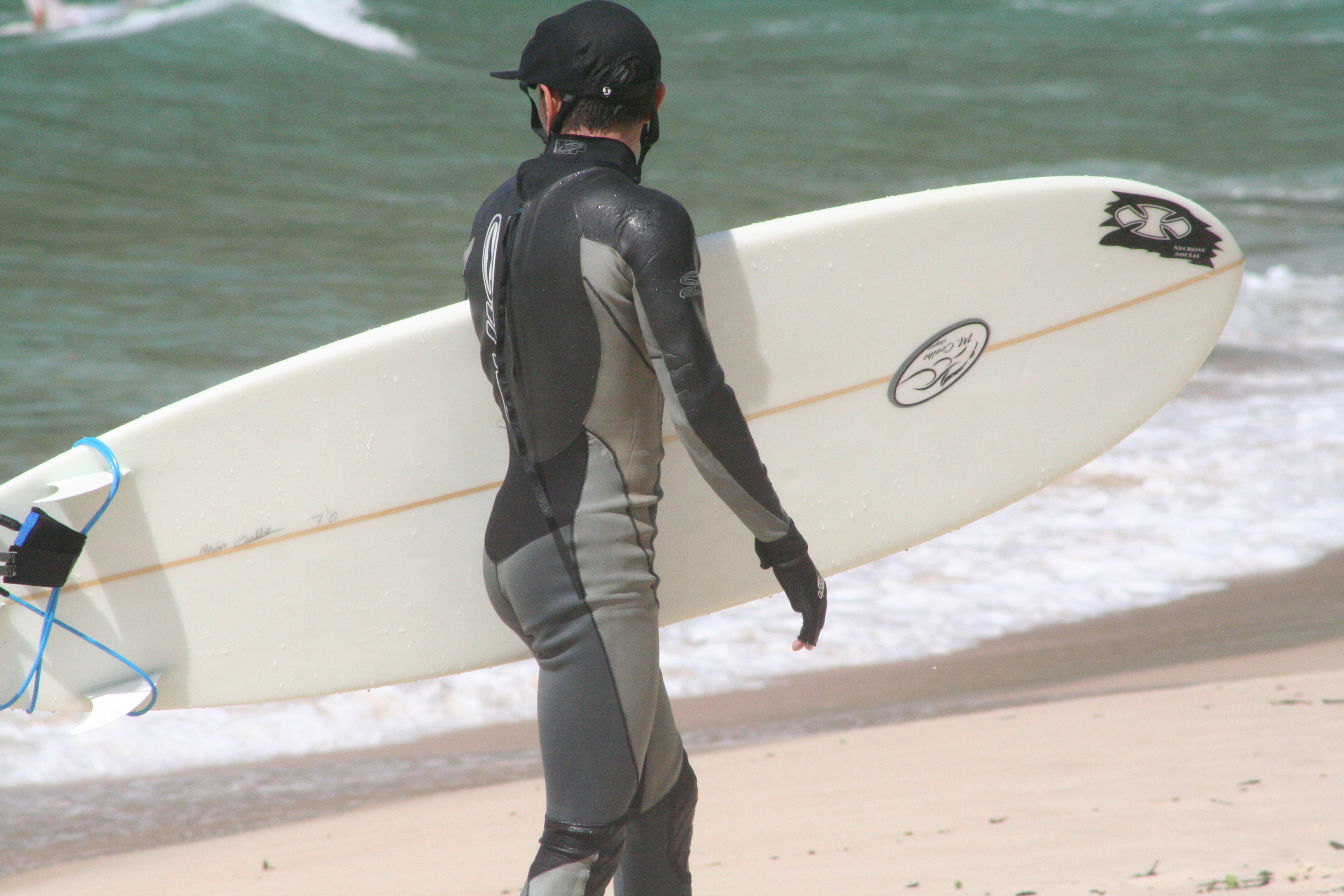
Wellenreiter in einem Semitrockenanzug

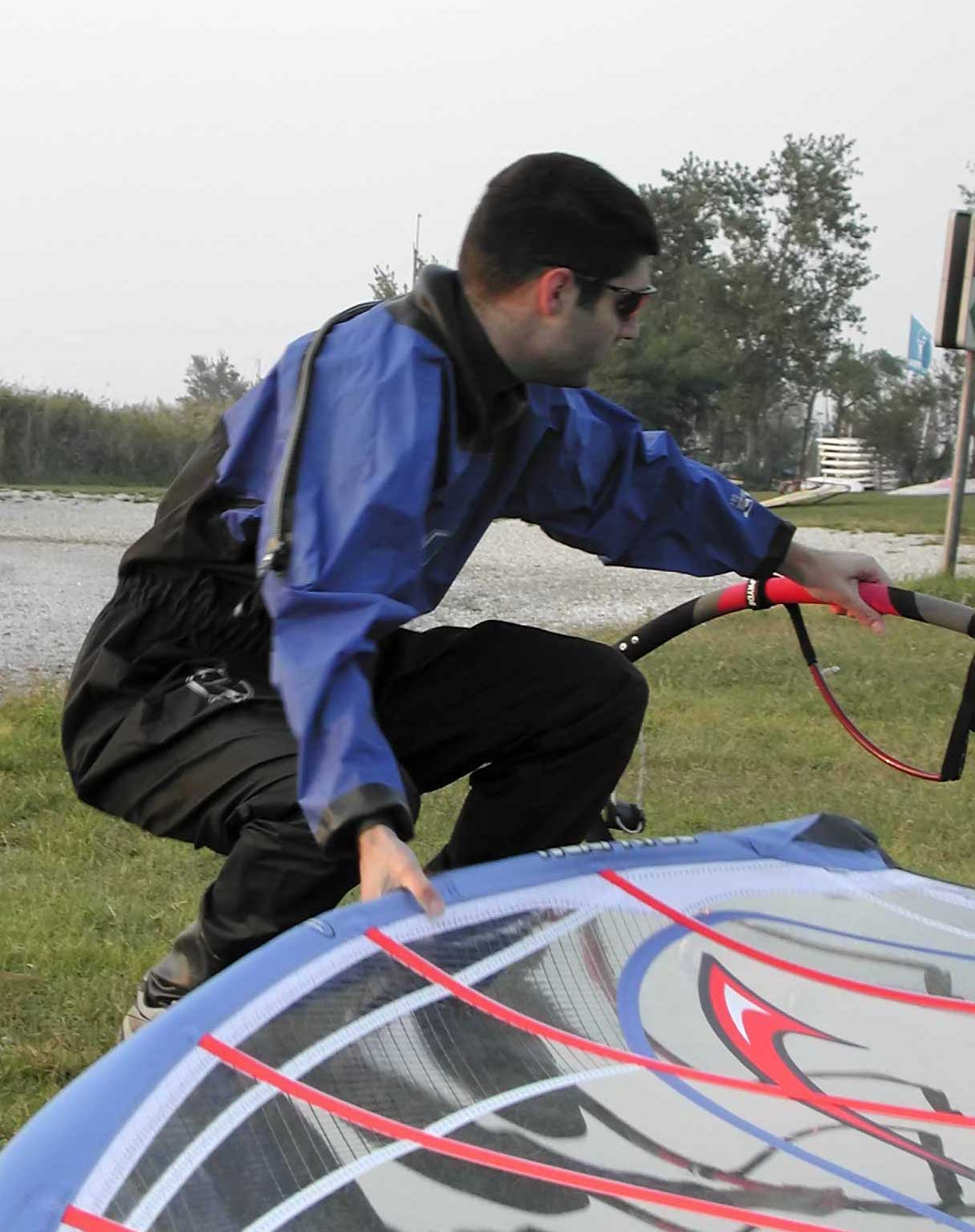
Windsurfer in einem Trockenanzug

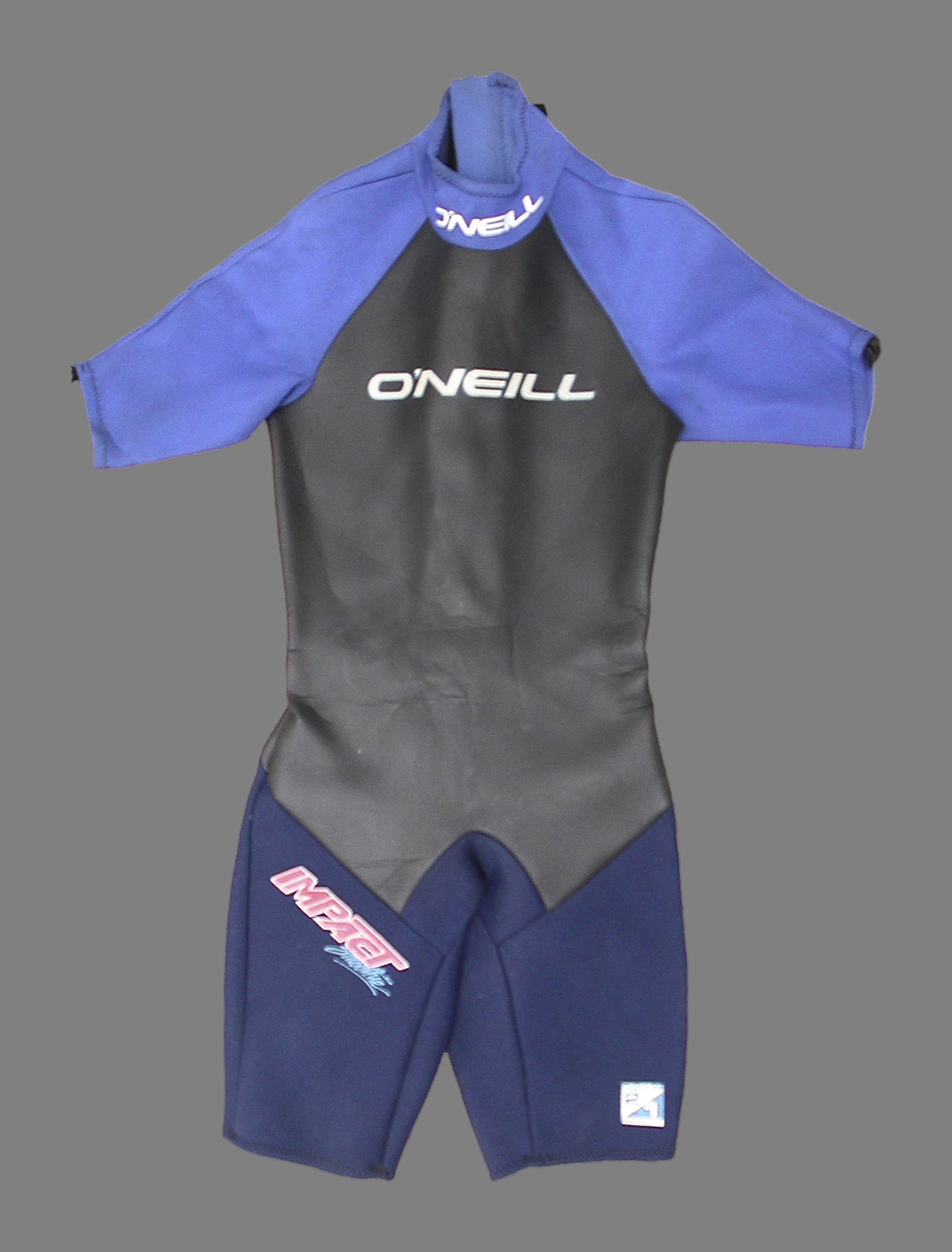
Moderner Shorty von O’Neill

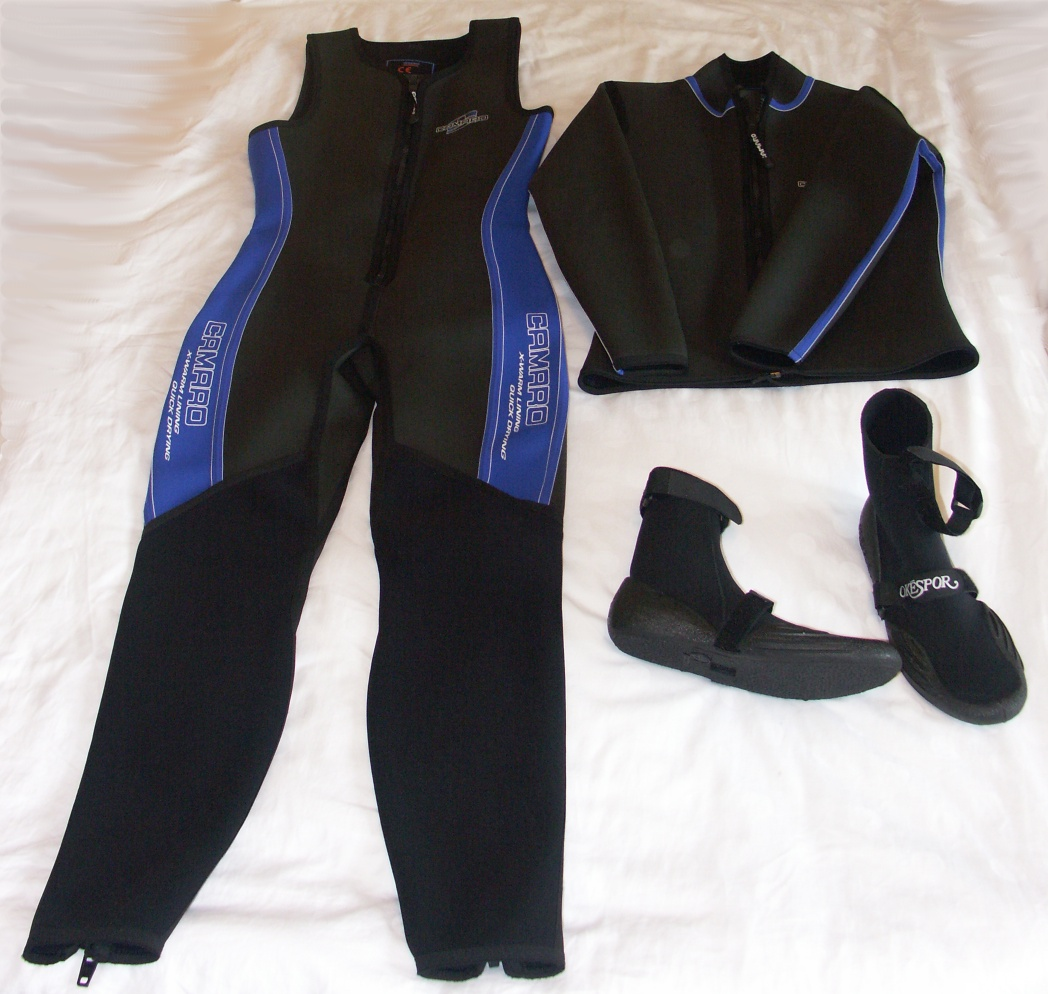
Zweiteiliger Surfanzug und Surf-Schuhe

Ein Surfanzug schützt Wellenreiter („Surfer“) und andere Wassersportler vor Auskühlung und Sonnenstrahlung. Da Wasser in Verbindung mit Wind dem Körper durch Verdunstung Wärme entzieht, ist es auch bei Temperaturen über 20 °C sinnvoll, sich durch Surfkleidung vor Unterkühlung zu schützen. Surfanzüge sind eine der verbreitetsten Varianten der auch in anderen Sportarten und Zusammenhängen verwendeten Neoprenanzüge.

## Material
Surfanzüge sind oft aus dünnem Chloropren-Kautschuk wie z. B. Neopren gefertigt. Sie sind in verschiedenen Schnitten (Shirt, Shorts, Shorty) und auf unterschiedliche Wassertemperaturen zugeschnittenen Materialstärken verfügbar. Für eine bessere Wärmeleistung ist das Material im Rumpfbereich meist etwas dicker und an Beinen und Armen für eine optimale Bewegungsfreiheit etwas dünner. Herstellerangaben zur Materialstärke in dem Format „4/3“ bedeuten, dass der Surfanzug am Torso 4 mm und an den Gliedmaßen 3 mm dick ist. Gängige Materialstärken liegen zwischen 3 mm und 6 mm.
Der Einsatz von Chloropren-Kautschuk ist auf Grund der Konzentration von polycyclischen aromatischen Kohlenwasserstoffen (PAK) umstritten. Aus diesem Grund wird seit einigen Jahren mit neuen Formaldehyd-freien Materialien wie Thermopren experimentiert.

## Arten von Surfanzügen
Surfanzüge halten den Körper zwar nicht trocken, jedoch behindern sie den direkten Wasseraustausch. Das Wasser, das zwischen Neopren und Körper im Anzug steht, wird vom Körper gewärmt und dient als zusätzliche Wärmeisolierung. Auf Grund dieses Prinzips spricht man daher auch von einem Semi-Trockenanzug, Halbtrockenanzug oder auch Semidry-Anzug. Trockenanzüge hingegen verhindern das Eindringen von Wasser und können daher auch über normaler Bekleidung getragen werden. Anhand der Länge von Armen und Beinen lassen sich ebenfalls begriffliche Unterschiede festmachen. So wird ein Anzug mit kurzen Armen und Beinen im angelsächsischen Raum und auch in der deutschen Umgangssprache auch Shorty genannt. Einen Anzug mit langen Beinen, aber ohne Arme bezeichnet man auch als Long John, das dazugehörige taillenkurze Neoprenjäckchen auch als Bolero. Bei letzteren beiden Teilen zusammen spricht man auch von einem sogenannten Zweiteiler.

## Abgrenzung von Surfanzügen zu Taucheranzügen
Neopren- und Trockenanzüge werden nicht nur von Surfern, sondern auch von Tauchern, Wasserskifahrern sowie manchmal auch von Schwimmern getragen. Auch beim Rafting und beim Segeln in unruhigen kalten Gewässern kommen solche Anzüge zum Einsatz. Die Tauchanzüge sind jedoch anders aufgebaut als Neoprenanzüge, die nicht für den erhöhten Umgebungsdruck ausgelegt sind. Ein weiterer Unterschied besteht in der Oberfläche der Anzüge. So besteht das Äußere von Taucheranzügen hauptsächlich aus doppelt kaschiertem Neopren, das eine eher poröse Oberfläche besitzt und somit einem Stoff ähnlicher ist. Durch diese größere Oberfläche ist die Wärmeisolierung unter Wasser besser als bei einem Surfanzug, der außen hauptsächlich aus Glatthaut-Neopren besteht. Die geringe Oberfläche des Glatthaut-Neoprens sowie die besseren Abperl-Eigenschaften des Glatthaut-Neoprens sorgen über Wasser und insbesondere bei Wind für eine geringere Verdunstungskälte.